# 임팩트 X-디비전 챔피언십

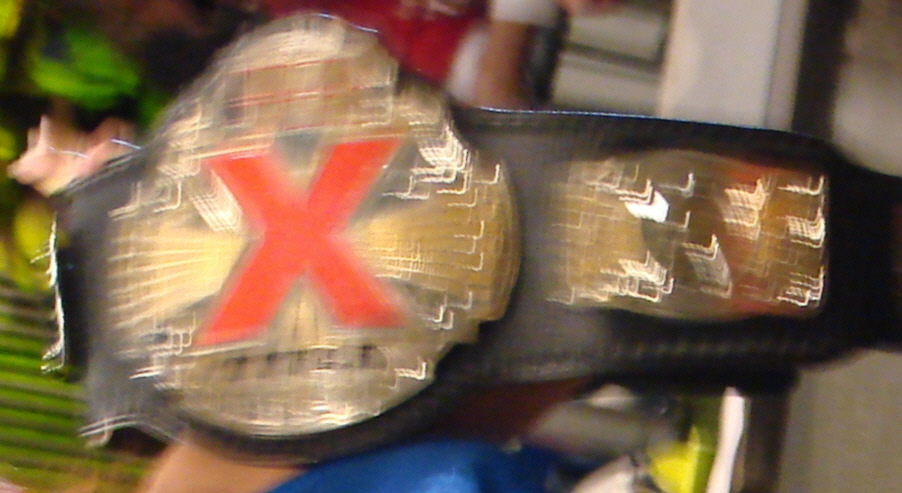

TNA X-디비전 챔피언십(TNA X-Division Championship)은 TNA의 챔피언십이다. 체중의 제한이 있으며 프로레슬러의 최대 몸무게가 100kg이하 정도 되어야하는 체격과 신체가 크지 않는 경량급 선수들을 위한 챔피언십이기도 하다. 경량급 타이틀이면서도 트리플 크라운 챔피언십과 그랜드 슬램 챔피언십이 2위급으로써 모두 인정된다. 그래서 가끔씩 헤비급 레슬러들이 타이틀을 차지한 경우가 있다.

## 역사
임팩트 레슬링 X-디비전 챔피언십은 2002년부터 시작되었는데, TNA 출범시에 자체적으로 만들어진 타이틀이다. AJ 스타일스가 초대 챔피언에 등극했으며 커트 앵글, 사모아 죠, 어비스의 경우처럼 헤비급 레슬러들이 타이틀을 차지한 적이 종종 있다.

## 역대 타이틀 명칭
| 타이틀 명칭                     | 연도                                      |
| ------------------------------- | ----------------------------------------- |
| NWA X 챔피언십                  | 2002년                                    |
| NWA–TNA X 챔피언십              | 2002년                                    |
| NWA–TNA X-디비전 챔피언십       | 2003년 ~ 2007년                           |
| TNA X-디비전 챔피언십           | 2007년 ~ 2017년 3월 2일 2024년 1월 13일 ~ |
| 임팩트 레슬링 X-디비전 챔피언십 | 2017년 3월 9일 ~ 2017년 7월 2일           |
| GFW X-디비전 챔피언십           | 2017년 7월 3일 ~ 2017년 10월 23일         |
| 임팩트 X-디비전 챔피언십        | 2017년 10월 23일 ~ 2024년 1월 13일        |

## 기록들
- 초대 챔피언: AJ 스타일스
- 최장수 챔피언: 오스틴 에리즈 (301일)
- 최단 기간 챔피언: 크리스 세이빈, 에릭영, 락스타 스퍼드 (0일)
- 최다 챔피언: 크리스 세이빈 (10회)
- 최중량급 챔피언: 어비스 (160kg)
- 최경량급 챔피언 : 락스타 스퍼드 (64kg)
- 최고령 챔피언 : 프랭키 카자리안 (45세)
- 최연소 챔피언 : 레온 슬레이터 (20세)

## 역대 챔피언
- AJ 스타일스 (초대 챔피언)
- 로우 키 (셴시 / 카발)
- 제리 린
- 식스 팍 (엑스 팍 / 션 왈트먼)
- 소니 시아키
- 키드 캐시
- 어메이징 레드
- 크리스 세이빈
- 마이클 셰인
- 카자리안 (프랭키 카자리안)
- 피티 윌리엄스
- 크리스토퍼 대니얼스
- 사모아 조
- 제이 리설
- 커트 앵글
- 쟈니 디바인
- 쉬크 압듈 바시어 (숀 디바리)
- 에릭 영
- 앨릭스 셸리
- 수어사이드 (크리스토퍼 다니엘스 , 프랭키 카자리안)
- 호미사이드
- 더그 윌리엄스 (더글라스 윌리엄스)
- 로비 E
- 어비스
- 브라이언 켄드릭
- 오스틴 에리스
- 지마 아이언 (DJ Z)
- 랍 밴 댐
- 케니 킹
- 매닉
- 사나다 세이야 (그레이트 사나다)
- 록스타 스퍼드
- 티그레 우노
- 트레버 리
- 에디 에드워즈
- 마이크 배넷
- 래슐리
- 선제이 더트
- 이시모리 타이지
- 맷 사이달
- 브라이언 케이지
- 리치 스완
- 제이크 크리스트
- 에이스 오스틴
- 윌리 맥
- 크리스 베이
- 로히트 라주
- 조쉬 알렉산더
- 트레이 미구엘
- 마이크 베일리
- 리오 러시
- 무스타파 알리
- 재커리 웬츠
- 무스
- 레온 슬레이터 (현 챔피언)

## 같이 보기
- WWE 크루저웨이트 챔피언십 (2016년 이후)
- WWE 크루저웨이트 챔피언십 (1991년 ~ 2007년)
- WWE 라이트 헤비웨이트 챔피언십
- 트리플 크라운 챔피언십
- 그랜드 슬램 챔피언십
- WWE 인터콘티넨털 챔피언십
- WCW 유나이티드 스테이츠 챔피언십
- ECW 월드 텔레비전 챔피언십
- TNA 킹 오브 더 마운틴 챔피언십
- RoH 월드 텔레비전 챔피언십
- RoH 월드 퓨어 챔피언십
- GFW 넥스트 제너레이션 챔피언십